# Pachycetus
Pachycetus és un gènere extint de cetacis de la família dels basilosàurids que visqueren durant l'Eocè, fa entre 33,9 i 41,3 milions d'anys. Se n'han trobat restes fòssils a Alemanya, Egipte, els Estats Units, els Països Baixos, el Perú, Regne Unit, Rússia, el Sàhara Occidental i Ucraïna. P. paulsonii era més o menys igual de gros que el rorqual d'aleta blanca d'avui en dia i més gros que Antaecetus, del qual es diferencia per tenir les dents més robustes. Ha tingut una història taxonòmica convulsa. El nom genèric Pachycetus significa ‘balena gruixuda’.